# Heinrich Douvermann
Heinrich Douvermann, také Henrik, Henrick Douwerman(n), (* kolem 1480, Dinslaken - kolem 1543, Kalkar) byl německý řezbář, jeden z nejvýraznějších umělců Dolního Porýní-Vestfálska v období reformace.

## Život
Heinrich Douverman žil patrně do roku 1515 poblíž hranic Nizozemí v Kleve, kde působil v dílně řezbáře Dries Holthuyse spolu s Henrickem van Holt (1480/90-1545/6. Podle NDB může být také totožný s Henrickem van Holt). Podle dochované smlouvy přijal roku 1510 zakázku na zhotovení oltáře Nanebevzetí Panny Marie. Z oltáře, který dodala dílna Dries Holthuyse, se zachovaly pouze fragmenty. V Kleve založil Douvermann vlastní dílnu roku 1514, ale byl vyhnán pro nemorální chování - patrně pro nesplácení dluhů. Usadil se pak v Kalkaru, kde roku 1517 získal občanství.
Jeho pobyt v Kalkaru je doložen souvislou řadou zakázek až do roku 1540.

## Dílo

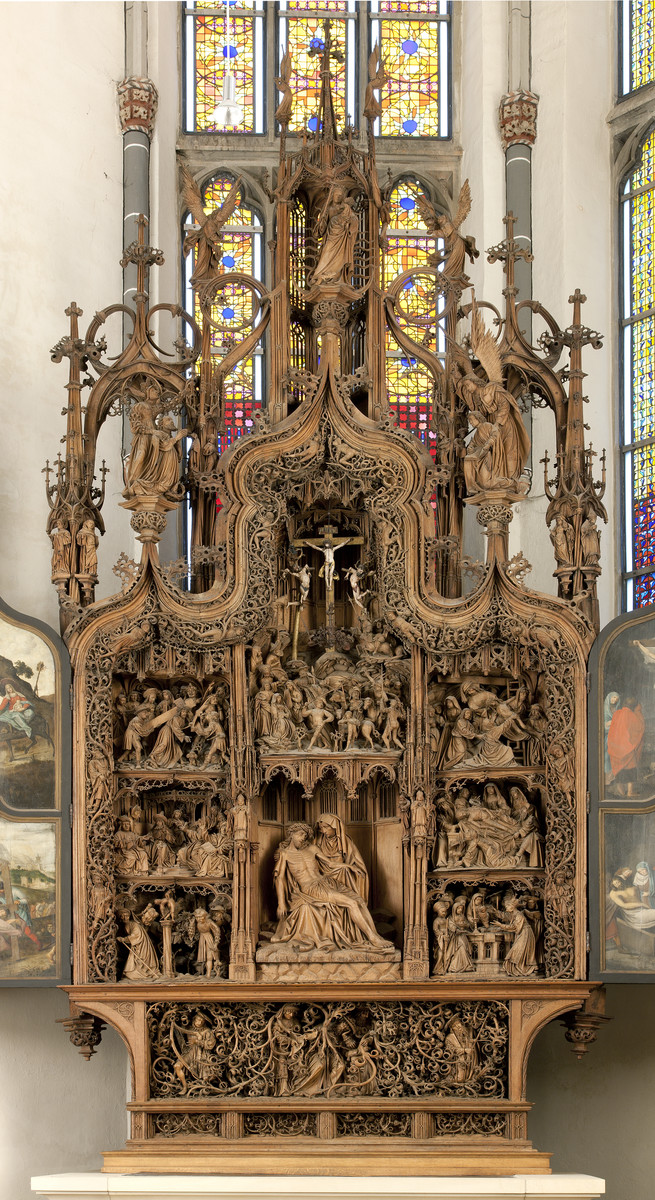
Oltář sedmi bolestí, Kalkar

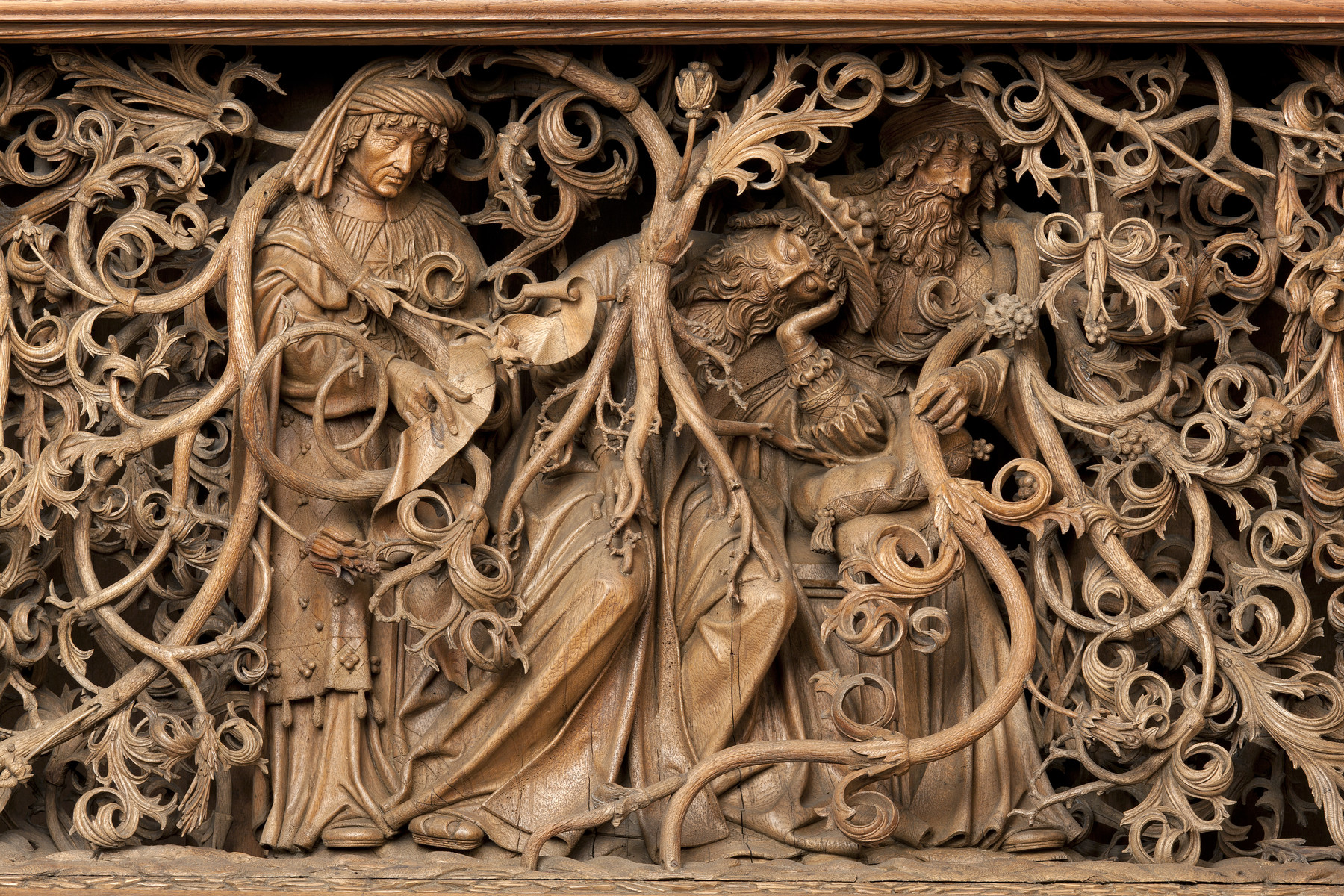
Predela v Kalkaru, proroctví o „Jesseho výhonku“

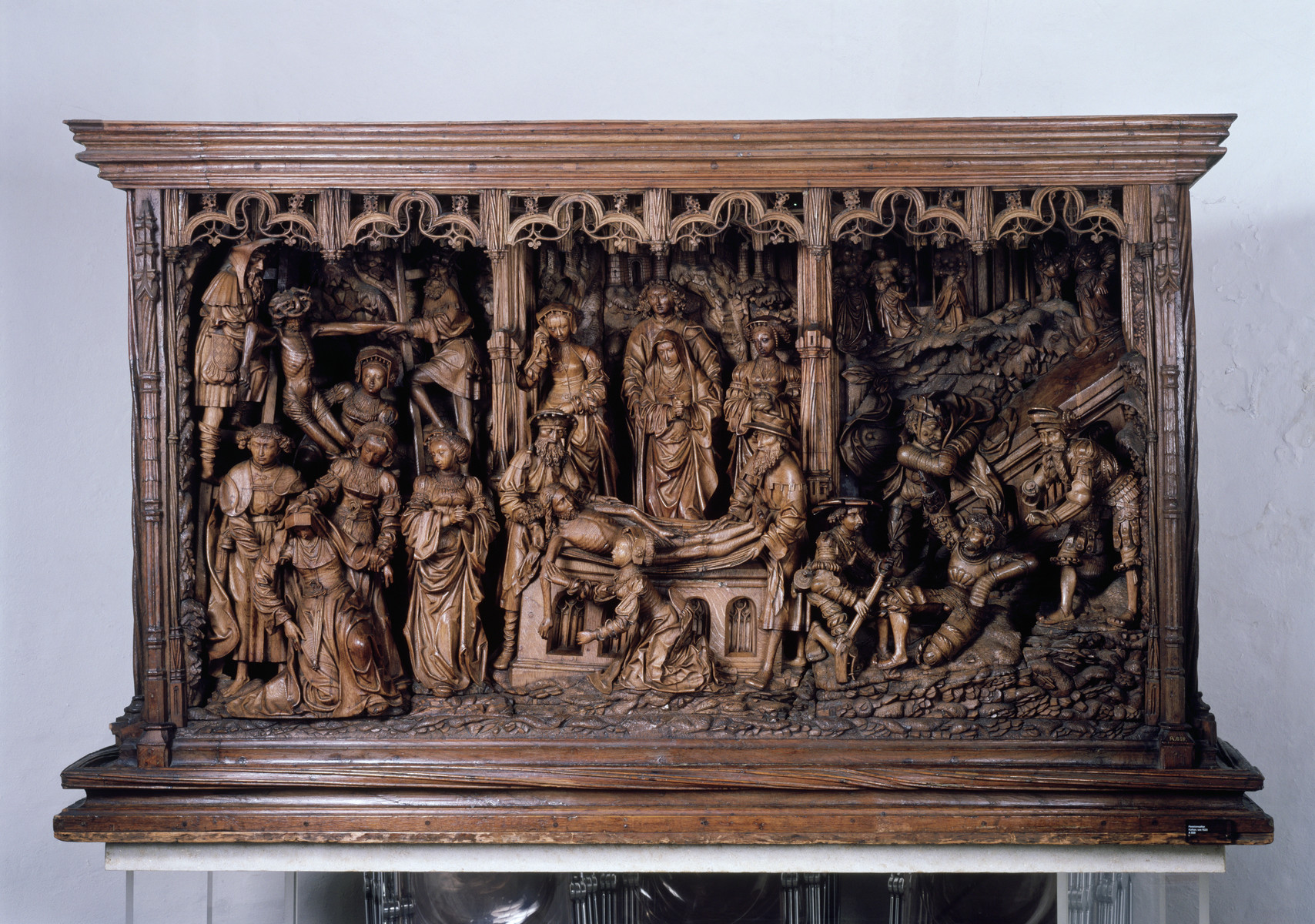
Predela v Xantenu

V období 1510 - 1540 se Douvermanův výtvarný styl postupně změnil od pozdně gotického k manýristickému. Již u svého prvního oltáře opustil polychromii. Jeho nejvýznamnějším kompletně dochovaným dílem je bohatě vyřezávaný sedmimetrový oltář se scénami ze života Panny Marie Sedmibolestné v Kalkaru. Řezby ve vysokém reliéfu mají prostorovou hloubku a pracují s efektem světla a hlubokých stínů. Horizontálně komponované scény zaplňuje velké množství drobných figur. Okraje zdobí baldachýny a jemně vyřezávané vinoucí se kmeny vinné révy. Široká predella oltáře je nedělená, zdobená složitým labyrintem "Jesseho stromu".

### Známá díla
- 1504 Sochy Jana a Ondřeje kostela Neposkvrněného početí v Kleve
- 1510 Oltář Nanebevzetí Panny Marie kostela v Kleve (návrh)
- 1510 Socha Panny Marie a Jana Evangelisty kostela Neposkvrněného početí v Kleve
- 1510 Marie kojící Ježíška, Deutsches Museum, Berlín
- 1518–1520 Sv. Uršula, Rijksmuseum, Amsterdam, Sv. Markéta, Bodemuseum, Berlín
- 1518–1522 Oltář Sedmibolestné Panny Marie, kostel svatého Mikuláše v Kalkaru, jeho nejznámější dílo
- 1530 Maří Magdalena, původně dominikánský kostel, nyní kostel Sv. Mikuláše Kalkar
- 1528–1529 "Modernizace" Mariánského lustru (začala v roce 1508, Henrik Bernts (kolem 1450 - 1509), pokračoval Kerstken van Ringenberg)
- 1536 Mariánský oltář katedrály sv. Viktora v Xantenu; návrh a predella Douverman, provedl Henrik van Holt, Arnt van Tricht
- 1540 Oltář Svaté Trojice, kostel svatého Mikuláše, Kalkar